# Isamu Akasaki
Isamu Akasaki (赤﨑 勇, Akasaki Isamu), né le 30 janvier 1929 dans la préfecture de Kagoshima et mort le 1er avril 2021 à Nagoya d'une pneumonie, est un scientifique japonais, co-lauréat du prix Nobel de physique 2014 avec Hiroshi Amano et Shuji Nakamura, pour l'invention de diodes électroluminescentes bleues efficaces.

## Biographie
Né dans la préfecture de Kagoshima, Isamu Akasaki est diplômé de l'université de Kyoto en 1952 et a obtenu un diplôme d'ingénieur. Diplômé en électronique de l'université de Nagoya en 1964. Pendant les années universitaires, il a visité des sanctuaires et des temples que les résidents locaux visitent rarement, a marché autour des montagnes de Shinshu pendant les vacances d'été, a apprécié les cours et a profité d'une période étudiante enrichissante.

### Institut Akasaki de l'université de Nagoya

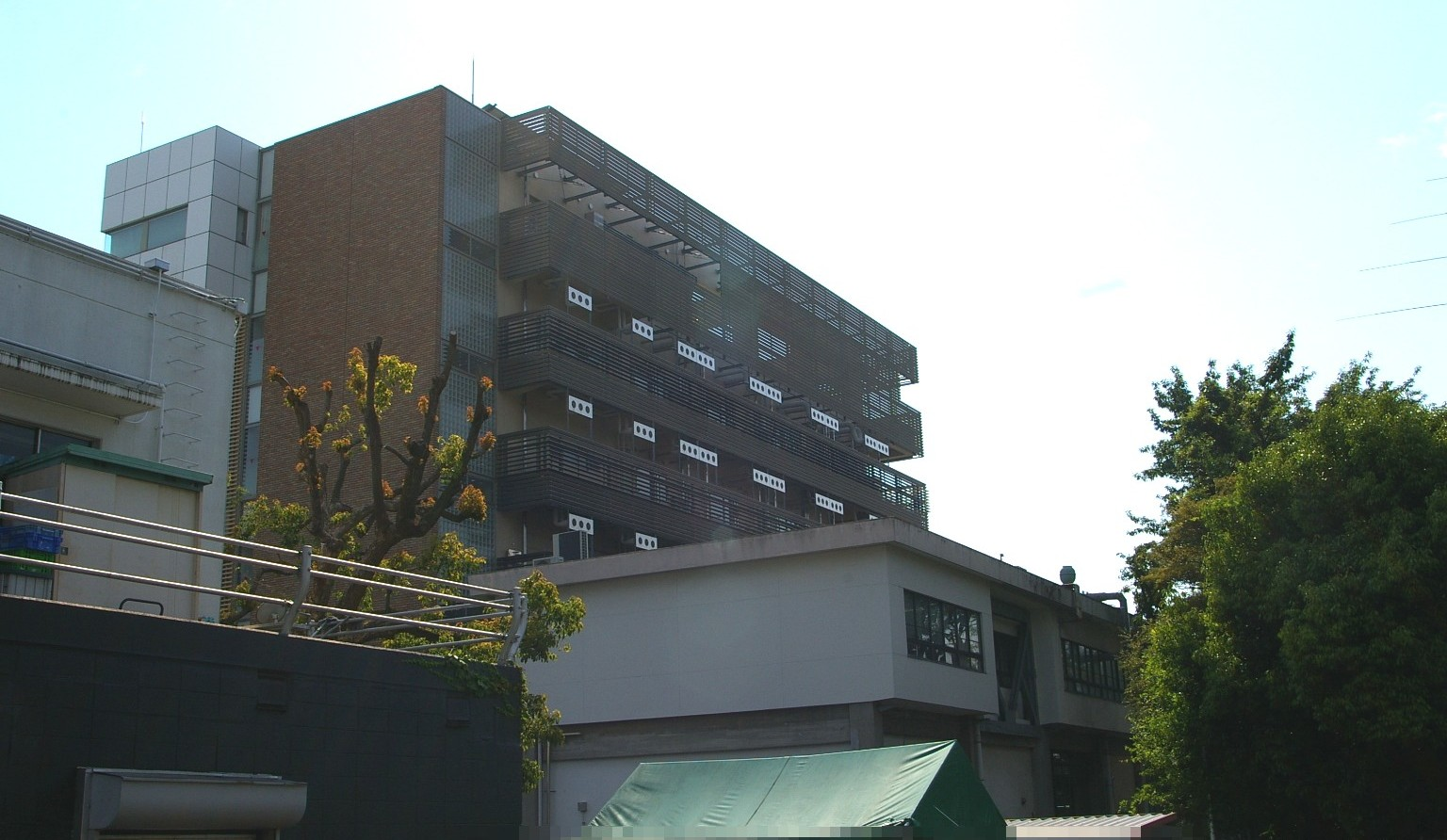
L'Institut Akasaki.

Les brevets du professeur Isamu Akasaki ont été produits à partir de ces inventions, et les brevets ont été récompensés en tant que redevances. L'Institut Akasaki de l'université de Nagoya a ouvert ses portes le 20 octobre 2006. Le coût de la construction de l'institut a été couvert par les redevances sur les brevets à l'université, qui a également servi à un large éventail d'activités à l'université de Nagoya. L'institut se compose d'une galerie de LED pour montrer l'histoire de recherche / développements et applications de LED bleue, d'un bureau pour la collaboration de recherche, de laboratoires pour la recherche innovatrice, et du bureau du professeur Akasaki au sixième étage supérieur. L'institut est situé au centre de la zone de recherche collaborative du campus Higashiyama de l'Université de Nagoya.

## Décorations
- Médaille d'honneur avec ruban violet (Japon, 1997)[5]

- Rayons d'or en sautoir de l'ordre du Soleil levant (Japon, 2002)[6]
- Médaille de l'ordre du Mérite (Japon, 2004)
- Médaille de l'ordre de la Culture (Japon, 2011)[7],[8],[9]

## Publications
- (en) Insights & Enterprise in PHOTONICS SPECTRA, 54, novembre 2004
- (en) Materials Research Society Symposium Proceedings, volume 639 (2000), pages xxiii－xxv